# V pasti času (film)
V pasti času (anglický originál: A Wrinkle in Time) je americký sci-fi dobrodružný film z roku 2018. Režie se ujala Ava DuVernay a scénáře Jennifer Lee a Jeff Stockwell. Snímek je inspirovaný stejnojmenným románem z roku 1962 od Madeleine L'Engle. Hlavní role hrají Oprah Winfrey, Reese Witherspoonová, Mindy Kaling, Gugu Mbatha-Raw, Michael Peña, Storm Reid, Levi Miller, Deric McCabe, Zach Galifianakis a Chris Pine. Film měl premiéru ve Spojených státech dne 9. března 2018. V českých kinech se nepromítal. Filmoví kritici hodnotili film smíšeně. Celkový rozpočet, včetně reklamy byl kolem 250 milionů dolarů. Snímek však celosvětově vydělal pouhých 132 milionů dolarů.

## Obsazení
- Oprah Winfrey jako paní Which
- Reese Witherspoonová jako paní Whatsitová
- Mindy Kaling jako paní Who
- Storm Reid jako Meg Murry
- Levi Miller jako Calvin O'Keefe, Megin spolužák a kamarád
- Deric McCabe jako Charles Wallace Murry, Megin bratr
- Chris Pine jako Dr. Alexander Murry, Megin a Charlesovo otec a Kate manžel
- Gugu Mbatha-Raw jako Dr. Kate Murry, Meginina a Charlesova matka a Alexandrova manželka
- Zach Galifianakis jako Šťastné médium
- Michael Peña jako Red
  - David Oyelowo jako IT
- André Holland jako ředitel James Jenkins
- Rowan Blanchard jako Veronica Kiley
- Bellamy Young jako žena
- Conrad Roberts jako elegantní muž
- Yvette Cason jako učitelka
- Will McCormack jako učitel
- Daniel MacPherson jako Calvinův otec

## Produkce
V říjnu roku 2010 bylo oznámeno, že studio Walt Disney Pictures získalo filmová práva na román A Wrinkle In Time od Madeleine L'Engle, který byl již jednou filmově zpracován pro televizní film v roce 2003. Po finančním úspěchu s filmem Alenka v říši divů od Tima Burtona, se Disney rozhodl najmout Jeffa Stockwella, aby k filmu napsal scénář. V srpnu 2014 se k projektu jako scenáristka připojila také Jennifer Lee, která roli scenáristky převzala po Stockwellovi, který napsal první verzi. V únoru 2016 byla do role režisérky najata Ava DuVernay.

### Natáčení
Natáčení bylo zahájeno dne 2. listopadu 2016 v Los Angeles v Kalifornii. Po Los Angeles se produkce přesunula na dva týdny na Nový Zéland.

## Přijetí

### Tržby
Film vydělal 100,5 milionů dolarů ve Spojených státech amerických a v Kanadě a 32,2 milionů v ostatních teritoriích. Celkově tak vydělal 132,7 milionů dolarů, oproti jeho rozpočtu, který činil 250 milionů dolarů. Studio tedy podle Yahoo! Finance přišlo o 86–186 milionů dolarů.
Ve Spojených státech a Kanadě měl premiéru ve stejný den jako filmy V oku hurikánu, Gringo: Zelená pilule a Oni 2: Noční kořist. Projektován byl výdělek za první víkend 30–38 milionů dolarů z 3 980 kin. Film za první den, včetně čtvrtečního premiérového večera vydělal 1,3 milionů dolarů. Za první víkend vydělal 33,3 milionů a stal se tak druhým nejnavštěvovanějším filmem víkendu. Umístil se za filmem Black Panther.

### Recenze
Na recenzní stránce Rotten Tomatoes získal z 266 započtených recenzí 41 procent s průměrným ratingem 5,2 bodů z deseti. Na serveru Metacritic snímek získal z 50 recenzí 53 bodů ze sta. Diváci, kteří hodnotili film na serveru CinemaScore mu dali známku za 2, na škále 1+ až 5. Na Česko-Slovenské filmové databázi si snímek k 9. září 2018 drží 36 procent.